# パンアメリカン競技大会
パンアメリカン競技大会（パンアメリカンきょうぎたいかい、Pan American Games）は、アメリカ州（南北アメリカ大陸）の国々が参加し、4年に一度開催される総合競技大会。略称で「パンナム・ゲームズ（Pan-Am Games）」と呼ばれることもある。パンアメリカンスポーツ機構（Pan American Sports Organization、略称PASO）が主催している。

## 概要と歴史
1920年代に中米で行われた中央アメリカ・カリブ海競技大会に影響され、1932年に南北アメリカ大陸での総合競技大会として開催される計画が立案された。そのため「パン・アメリカンスポーツ機構」が設立された。まず1942年に第1回大会をアルゼンチンのブエノスアイレスで行うことになったが、第二次世界大戦の影響で延期となった。

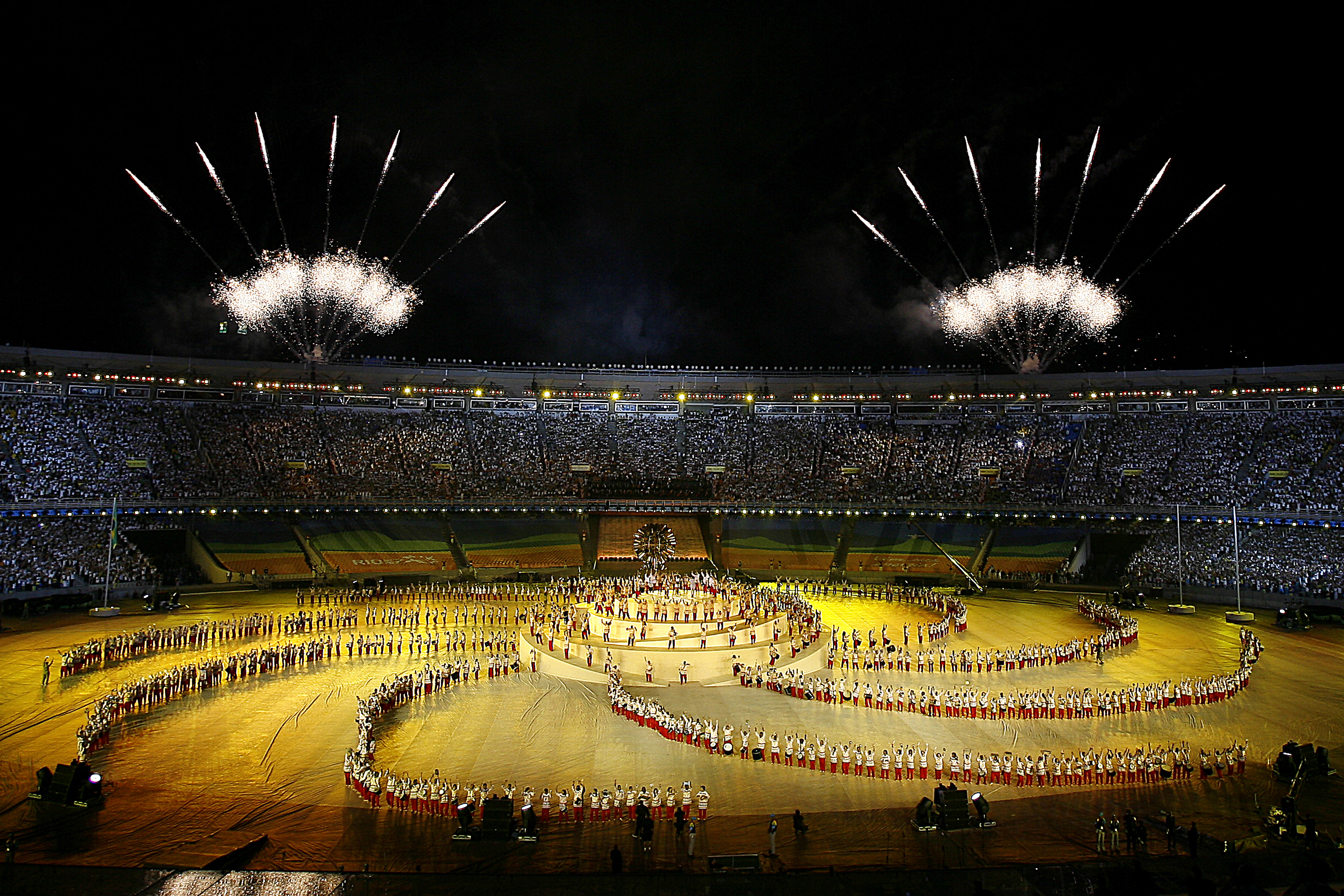
2007年リオ大会の開会式

戦後、1951年にブエノスアイレスで第1回大会を開催。21カ国から2513名の選手が18競技に参加した。その後4年ごとにアメリカ州の国々で開催され続けている。
また、パンアメリカン競技大会は冬季大会が一度だけ開催されたことがある。1990年にアルゼンチンでアルペンスキー競技のみ行われたが、それ以降は開催されていない。
2019年1月には、ユースオリンピックの世代を対象にしたジュニアパンアメリカン競技大会を2021年にコロンビアのカリで開催が予定されている。
1999年から障害者を対象としたパラパンアメリカン競技大会（Parapan American Games）が開催されている。

## 開催地

### 夏季
| Pan American Games | Pan American Games | Pan American Games | Pan American Games |
| 年                 | 回                 | 開催都市           | 開催国             |
| ------------------ | ------------------ | ------------------ | ------------------ |
| 1951               | I                  | ブエノスアイレス   | アルゼンチン       |
| 1955               | II                 | メキシコシティ     | メキシコ           |
| 1959               | III                | シカゴ             | アメリカ合衆国     |
| 1963               | IV                 | サンパウロ         | ブラジル           |
| 1967               | V                  | ウィニペグ         | カナダ             |
| 1971               | VI                 | カリ               | コロンビア         |
| 1975               | VII                | メキシコシティ     | メキシコ           |
| 1979               | VIII               | サンフアン         | ペルー             |
| 1983               | IX                 | カラカス           | ベネズエラ         |
| 1987               | X                  | インディアナポリス | アメリカ合衆国     |
| 1991               | XI                 | ハバナ             | キューバ           |
| 1995               | XII                | マル・デル・プラタ | アルゼンチン       |
| 1999               | XIII               | ウィニペグ         | カナダ             |
| 2003               | XIV                | サントドミンゴ     | ドミニカ共和国     |
| 2007               | XV                 | リオデジャネイロ   | ブラジル           |
| 2011               | XVI                | グアダラハラ       | メキシコ           |
| 2015               | XVII               | トロント           | カナダ             |
| 2019               | XVIII              | リマ               | ペルー             |
| 2023               | XIX                | サンティアゴ       | チリ               |
| 2027               | XX                 | リマ               | ペルー             |

### 冬季
| Winter Pan American Games | Winter Pan American Games | Winter Pan American Games | Winter Pan American Games |
| 年                        | 回                        | 開催都市                  | 開催国                    |
| ------------------------- | ------------------------- | ------------------------- | ------------------------- |
| 1990                      | I                         | ラス・レニャス            | アルゼンチン              |
| 1993年予定                | II                        | 中止                      |                           |